# الخط الأبيض من الليل
الخط الأبيض من الليل، رواية عربية للروائي الكويتي خالد النصر الله. صدرت لأوّل مرة عن دار الساقي في عام 2021، ودخلت في القائمة القصيرة للجائزة العالمية للرواية العربية لعام 2022، المعروفة باسم «جائزة بوكر العربية».